# Савельев, Владимир Фёдорович
Савельев Владимир Фёдорович (14 июля 1889, Аткарск — 16 декабря 1960, Новосибирск) — один из пионеров российской авиационной промышленности.

## Биография
Родился в семье железнодорожного мастера в городе Аткарск, Саратовской губернии. По окончании двух классов начальной сельской школы в 1903 году был определён в ремесленное училище в Саратове, которое окончил в 1908 году Затем «работал слесарем на постройке трамвая в г. Саратове». Перебрался в Петербург, где работал авиамехаником с декабря 1909 по ноябрь 1912 годов на авиапредприятии ПТА. Одновременно учился в электротехническом институте. Участвовал в постройке аэроплана «Гаккель-III» и проектировании биплана «ПТА № 1», модификации самолёта «Фарман-4».
В качестве авиационного механика вместе с пилотом А. А. Агафоновым Савельев 1 ноября 1912 года прибыл в воюющую Сербию. Авиаторы облётывали и сдавали военным биплан «Фарман» завода «Дукс», закупленный в России для сербской армии. 2 февраля 1913 года авиаторы отправились в продолжительный полёт от Ниш к Белграду (примерно 200 км) на трофейном аппарате REP, который был неудачной машиной. Перелёт длился три дня; на заключительном этапе, в предместьях Белграда, он завершился аварией.
По прибытии в Россию в начале 1913 года Савельев работал старшим механиком на авиапредприятии РБВЗ, принимал участие в строительстве и испытаниях первых русских самолётов, в том числе «Илья Муромец» (конструктор И. И. Сикорский). В августе 1914 года назначен старшим инженером-механиком во 2-й авиапарк (Варшава, затем Смоленск).
В сентябре 1915 года в сотрудничестве с другим механиком, Владиславом Залевским, разработал проект оригинального трёхмоторного четырёхплана, предназначенного для военных целей. Проект развития не получил, однако саму идею четырёхплана реализовали при изготовлении одномоторного двухместного разведчика, известного как «четырехплан Савельева-2». Испытания, проведённые в апреле-мае 1916 года, показали неплохие характеристики самолёта, поэтому опыты с ним продолжились. Позднее использовался двигатель «Гном-Моносупап» 100 л. с., с которым полётная скорость достигла 140 км/ч. После проведения доводок аппарат был принят как вполне удовлетворительный. Вооружённый тремя пулемётами находился в эксплуатации в 4-м авиаотряде. На нём летал В. А. Юнгмейстер. В 1917 году УВВФ выдало заказ Савельеву на изготовление 20 подобных машин и даже началось строительство завода под этот заказ, однако осуществить этот проект не удалось.
После Октябрьской революции Савельев примкнул к колчаковскому движению, однако уже в декабре 1919 года он «член революционного совета повстанцев и по взятии Иркутска назначен начальником авиации Восточно-Сибирской Советской армии».
В 1921—1923 годах построил один из первых в Советской России самолётов (усовершенствованный вариант своего четырёхплана), за что был премирован денежной премией. С 10 мая 1920 по декабрь 1922 года он состоял на военной службе в Главвоздухофлоте в Москве. С марта 1923 до 1926 года — начальник конструкторского бюро вооружения самолётов на заводе ГАЗ № 1 им. ОСОАВИАХИМа (бывший завод «Дукс»). Затем он занимался разработкой систем вооружения для молодой советской авиации в КБ Н. Н. Поликарпова. Им были спроектированы турельные установки, синхронизаторы, бомбодержатели, бомбосбрасыватели для самолётов Р-1, Р-3, Р-5, ТБ-1, ТБ-3 и др..
После очередной «чистки» 2 августа 1930 года был уволен из КБ Поликарпова с характеристикой: «К работе относится формально. Имел связь с вредительскими элементами. Вредил <…> Снять по 1 категории»; 19 апреля последовал арест и 3 февраля 1931 года высылка в Новосибирск.
Так В. Ф. Савельев оказался в Новосибирске, в известной «шарашке» под названием Особое Проектно-Конструкторское Бюро № 14, которая занималась проектированием и внедрением оборудования для угольной отрасли Кузбасса. В бюро работало более 100 человек, в основном политзаключённые. Среди них были очень известные личности. Начальником бюро был Борис Семенович Масленников, один из пионеров российской авиации, в 1923 году высланный из Москвы как «социально-вредный элемент». Работали там один из основоположников космонавтики Юрий Васильевич Кондратюк, будущий директор Института Горного Дела Новосибирска Николай Андреевич Чинакал, осуждённый по «шахтинскому делу» и высланный из Донбасса. Здесь Савельевым был спроектирован висячий мост через реку Абу.
В 1932 году Савельев вернулся в Москву и был назначен главным инженером на завод № 32 ГУАПа. Продукцией завода — пушечными установками, бомбовыми замками, балочными держателями, сбрасывателями бомб — была оснащена вся боевая авиация советского государства. За организацию производства от Наркома Тяжёлой Промышленности Г. К. Орджоникидзе Савельев был премирован личным легковым автомобилем.
В августе 1935 года Савельев был назначен начальником 7 отдела ГУАП. В 1936—1937 годах он был заместителем начальника КБ завода № 115 (КБ А. С. Яковлева). В 1938 году вновь попал в опалу и был переведён из авиации в «Промышленность Моссовета»; работал главным инженером на заводе «Металлоконструкций», затем в той же должности на «Красном штамповщике». С начала войны завод, выпускавший кухонную утварь, перешёл на выпуск гранат.
В январе 1944 года был снова арестован, осуждён Особым совешанием по статье 58 ч. 10 на 8 лет ИТЛ и отправлен на лесоразработки в Горьковскую область, — пос. Сухобезводное. Здесь в 1946 году Савельев в третий раз женился: на Галине Арсентьевне, прошедшей войну от Москвы до Берлина радисткой в самоходной артиллерийской дивизии. В 1946 году у них родился сын Владимир, в 1953 году — Александр. В 1952 году, после отбытия срока, Савельевы уехали в посёлок Ладан Черниговской области, где В. Ф. Савельев работал в Особом КБ № 8 на заводе Противопожарного оборудования инженером-конструктором, а затем начальником опытного цеха.
23 февраля 1955 года Постановлением Президиума Верховного Совета СССР с В. Ф. Савельева снята судимость. Однако и после этого в Москву его не пустили. В 1958 году получил персональную пенсию.
Летом 1959 года по приглашению Н. А. Чинакала приехал в Новосибирск для работы в Институте горного дела. Назначен начальником СКБ, сразу же была предоставлена квартира.
Скончался 16 декабря 1960 года при операции на желчном пузыре. Похоронен в Новосибирске на Заельцовском кладбище.
Жена: Савельева Галина Арсентьевна (19.12.1919 — 31.01.1996).
Дети: Савельев Владимир Владимирович (1946—1996), Савельев Александр Владимирович (1953 г. р.))

## Комментарии
1. ↑  Петербургское Товарищество Авиации, основано в начале 1910 года капитаном Сергеем Ульяниным вместе с братьями Владимиром и Алексеем Лебедевыми и коммерсантом Ломач. На нём работал талантливый инженер Я. М. Гаккель.
2. ↑  При его постройке использовался фюзеляж и ряд других узлов от «Моран-Ж», двигатель «Гном» 80 л. с.
3. ↑  Первая жена умерла, вторая отказалась от него.